# Donnie Van Zant
Donald Newton "Donnie" Van Zant (11 de junho de 1952) é um guitarrista e vocalista americano. Ele é mais conhecido como membro da banda 38 Special, que ajudou a fundar em 1974. Seu irmão mais velho era Ronnie Van Zant vocalista original da banda Lynyrd Skynyrd que morreu em um acidente de avião em 1977, juntamente com outros dois membros da banda e outros três no avião. Johnny Van Zant é o vocalista atual do Lynyrd Skynyrd desde sua reformulação em 1987. Ele também grava e canta com seu irmão Johnny Van Zant na banda Van Zant, desde 1998.